# Thalassodes rhytiphorus
Thalassodes rhytiphorus là một loài bướm đêm trong họ Geometridae.